# كو كو
كو كو (بالبورمية: ကိုကို၊ ဒုတိယဗိုလ်ချုပ်ကြီး)‏ هو موظف مدني ميانماري، ولد في 10 مارس 1956 في ماندالاي في ميانمار.